# Heinz Ehaus
Heinz Ehaus (* 1. Februar 1906 in Lauenburg; † 8. Mai 1945 in Johannisbad) war ein deutscher Jurist, Mitarbeiter der Gestapo und Kreishauptmann im deutsch besetzten Polen während des Zweiten Weltkrieges.

## Leben
Ehaus begann eine Ausbildung an einer Kadettenanstalt, die er bei Ausbruch der Revolution 1918 abbrechen musste. Nach dem Abitur an einem Gymnasium studierte er ab 1926 Rechts- und Staatswissenschaften an den Universitäten Berlin, Tübingen und Königsberg. Im Juli 1930 bestand er das erste juristische Staatsexamen und absolvierte bis Februar 1934 sein Referendariat. An der Universität Königsberg promovierte er Anfang Juli 1931 zum Dr. jur.
Zum 1. Mai 1933 trat Ehaus der NSDAP bei (Mitgliedsnummer 2.010.379). Der SA gehörte er von November 1933 bis Juni 1936 an und wurde Ende Oktober 1936 Mitglied der SS (Mitgliedsnummer 290.373). In der SS stieg Ehaus 1942 bis zum SS-Obersturmbannführer auf.
Anfang Juli 1934 war Ehaus im Landkreis Ueckermünde beim Kreisausschuss tätig. Von dort wechselte er Anfang Oktober 1935 zur Gestapo Bielefeld. Ab Mitte Mai 1936 war Ehaus beim Geheimen Staatspolizeiamt in Berlin beschäftigt. Anfang Oktober 1936 wurde Ehaus zur Gestapo in Münster versetzt und wechselte von dort Ende März 1937 zur Stapoleitstelle nach Berlin. Ab Anfang Januar 1938 war Ehaus im Hauptamt Sicherheitspolizei beschäftigt, wo er als enger Mitarbeiter von Werner Best im Amt Verwaltung und Recht eingesetzt war. Dort wurde er Anfang April 1939 zum Regierungsrat befördert.
Nach Ausbruch des Zweiten Weltkrieges wurde Ehaus ins deutsch besetzte Polen versetzt und dort Landkommissar in Nisko. Danach war Ehaus von Anfang Dezember 1939 bis zum Oktober 1944 Kreishauptmann in Rzeszów (unter deutscher Besetzung „Reichshof“) im Distrikt Krakau des Generalgouvernements. Am 22. Januar 1940 wurden auf seinen Befehl auf dem Marktplatz von Rzeszów 30 bis 40 Juden öffentlich ausgepeitscht. Im März 1942 wurde Ehaus zum Oberregierungsrat ernannt und noch im gleichen Jahr zum Obersturmbannführer befördert.
Ehaus war in die Judenverfolgung im Kreis Rzeszów involviert. Nachdem aus dem Kreis Rzeszów alle Juden deportiert waren, brachte Ehaus am Lubomirski-Schloss – dem Sitz der Kreishauptmannschaft – ein Schild in Form eines Adlers mit folgender Inschrift an:

„Der Adler, das deutsche Zeichen der Erhebung und Größe wurde anlässlich der Befreiung der Stadt Reichshof von allen Juden im Juli des Jahres 1942 hier angebracht.“

Anfang November 1944 wurde Ehaus stellvertretender Landrat beim Landkreis Trautenau. Ehaus beging bei Kriegsende Suizid.